# Paléolithique en Europe
Le Paléolithique en Europe commence avec la première trace de peuplement humain trouvée en Europe, il y a environ 1,6 million d'années, à Kozarnika, en Bulgarie, et s'achève, si on inclut le Mésolithique, avec l'introduction de l'agriculture, attestée à partir de 6400 av. J.-C. en Grèce et dans les Balkans, en provenance d'Anatolie.

## Contexte
Le peuplement de l'Europe était soumis aux cycles glaciaires et interglaciaires qui se succédaient, notamment au Pléistocène moyen (781 à 126 ka), et qui affectaient la démographie des populations,,,,.

## Paléolithique archaïque
Bien que les premiers hominidés soient apparus il y a plus de 6 millions d'années (Ma) en Afrique, les plus anciens fossiles hors d'Afrique sont cinq crânes datant de 1,8 Ma, découverts à Dmanissi (Géorgie) et attribués à Homo erectus (connu en Afrique dès 2 Ma) ; comme ils diffèrent beaucoup les uns des autres, ils représentent sans doute au moins deux espèces différentes, suggérant que plusieurs espèces d'Homo primitif ont quitté l'Afrique. Une dent humaine et des outils en pierre ont par ailleurs été trouvés à Kozarnika (nord-ouest de la Bulgarie) et datés d'environ 1,6 Ma. En 2024, des outils de mode 1/Oldowayen sont découverts à Korolevo (oblast de Transcarpatie, Ukraine), dans un paléosol daté à 1,42 ± 0,10 Ma par le rapport des isotopes cosmogéniques 26Al et 10Be. C'est la zone la plus froide connue pour avoir été occupée par les premiers humains sortis d'Afrique, dont on pensait jusque là qu'ils n'avaient progressé vers l'Asie qu'en restant sous des climats méditerranéens,.
En Europe de l'Ouest, les fossiles d'hominidés sont rares jusqu'à 0,8 Ma. Les premiers indices d'une présence humaine antérieure ont longtemps une industrie oldowayenne dégagée à Pirro Nord (région des Pouilles, Italie) et datée d'entre 1,6 et 1,3 Ma ainsi qu'une mâchoire d'hominidé vieille de 1,1 Ma, découverte sur le site de Sima del Elefante (province de Burgos, Espagne) en 2007. Des restes humains à Orce (province de Burgos, Espagne), de l'Homme d'Orce et de l'Enfant d'Orce, sont datés de 1,4 Ma,. Les gisements de la région d'Orce comprennent les sites de Fuente Nueva 3, daté de 1,4 Ma, et de Barranco León, daté d'entre 1,3 et 1,2 Ma,. D'autres fossiles à la Sima del Elefante sont datés de 1,2 Ma. On peut encore citer en France Lézignan-la-Cèbe et la grotte du Vallonnet, vers 1,2 et 1,15 Ma respectivement, et en Italie le Mont Poggiolo, vers 0,95 Ma. Le site de Gran Dolina (province de Burgos, Espagne) a livré des vestiges d'industrie lithique et des fossiles humains attribués à Homo antecessor, datés d'environ 0,86 Ma,,,. L'industrie lithique est de type oldowayen, technique des galets aménagés.
En 2022, un os de la face comportant des racines dentaires intactes est trouvé à la Sima del Elefante, dans des sédiments vieux de plus de 1,1 Ma, ce qui en fait le plus vieil os facial humain connu en Europe de l'Ouest. Bien que fragmentaire, cette face possède des caractéristiques clés d'Homo erectus comme un nez primitif moins proéminent que celui des humains modernes. Mais elle présente aussi quelques différences, comme un milieu du visage plus étroit que celui d'H. erectus en Asie et en Afrique. Sur la base de l'âge de milliers de fossiles d'animaux découverts dans la même couche de la grotte, des variations périodiques du champ magnétique terrestre repérables dans les sédiments, et des concentrations en nucléides cosmogéniques, ce fossile est daté d'entre 1,4 et 1,1 Ma. Dans la même couche, les chercheurs ont également découvert l'os d'un petit mammifère portant des traces de découpe, indiquant qu'il avait été décharné à l'aide d'outils en pierre,.

## Paléolithique inférieur (760 000–350 000 ans)
L' Acheuléen (industrie à bifaces) est attribué à Homo heidelbergensis (Homme de Mauer en Allemagne, Homme de Tautavel à la Caune de l'Arago en France) et à l'Homme de Néandertal (Sima de los Huesos à Atapuerca en Espagne).
Homo heidelbergensis a été décrit à partir d'une mandibule fossile, datée de 610 000 ans, trouvée en Allemagne, près de Heidelberg. Il pourrait être l'ancêtre d'Homo neanderthalensis,,. L'industrie lithique associée aux heidelbergiens est l'Acheuléen, caractérisé par la technique des bifaces, attesté il y a 760 000 ans au Bois-de-Riquet, en France.
Vers 400 000 ans AP, les Européens commencent à maîtriser le feu, étape importante de l'évolution, qui permet la cuisson des aliments et donc facilite l'assimilation des nutriments,,.

## Paléolithique moyen (350 000–45 000 ans)

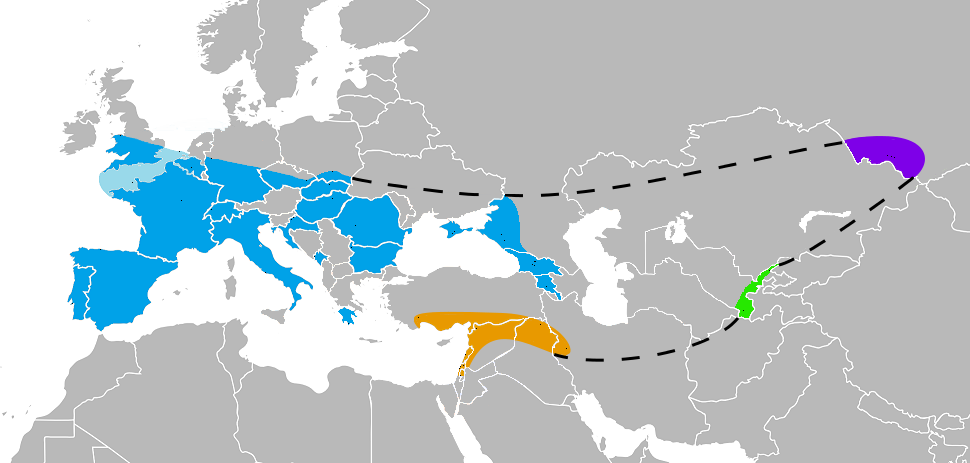
Répartition de l'Homme de Néandertal, présence avérée :
en Europe
au Moyen-Orient
en Asie centrale
dans l'Altaï

Le Moustérien, avec différents faciès caractérisés par l'utilisation plus ou moins systématique du débitage Levallois, est l'œuvre de l'Homme de Néandertal.
L'Homme de Néandertal apparait il y a environ 450 000 ans en Europe,,.
Néandertal s'adapte aux périodes glaciaires et interglaciaires et aux environnements correspondants. Il s'étend en Europe, au Moyen-Orient, et en Asie centrale,,. Il est robuste et adapté au froid. Les derniers Néandertaliens possèdent des capacités cognitives proches de celles de l'Homme moderne. Ils enterrent leurs morts à partir d'environ 60 000 ans AP,. Le nombre de néandertaliens est compris dans une fourchette allant de quelques milliers à 200 000 individus, donnant en tout état de cause une très faible densité de population,,.

## Paléolithique supérieur
Le Paléolithique supérieur est marqué par l'arrivée d'Homo sapiens en Europe. Au début du Paléolithique supérieur, il y a 45 000 ans, l'Europe fut peuplée par Homo sapiens. Les plus anciennes traces de l'homme moderne en Europe se trouvent au Royaume Uni dans la grotte de Kent datée entre 44 200 et 41 500 ans et dans la grotte du Cheval en Italie datée entre 45 000 et 43 000 ans. Néanmoins, les datations de ces vestiges sont basées sur le contexte archéologique et non pas directement sur les vestiges humains. Les vestiges humains trouvés dans la grotte de Bacho Kiro en Bulgarie datés entre 46 790 et 42 810 ans en font en 2020 le plus ancien site connu du peuplement moderne de l'Europe,.
Ces découvertes sont cohérentes avec les modèles basés sur l'arrivée de plusieurs vagues d'Homo sapiens en Europe entrant en contact avec des populations de Néandertal en déclin.
Les plus anciennes traces de l'Homme moderne en Europe datent de 45 000 ans (Grotta del Cavallo),,. À partir de 45 000 ans, Homo sapiens commence sa colonisation de l'Europe, dans un mouvement d'est en ouest. La migration vers l'Europe a probablement suivi deux routes principales: le long de la Méditerranée et le long du couloir fluvial du Danube. À ce moment, il a déjà eu l'occasion de s'hybrider avec Néandertal, leurs chemins s'étant croisés au Proche-Orient,,,,. Sapiens progresse en Europe et, concomitamment, les néandertaliens régressent, se retrouvant confinés dans des zones refuges avant de disparaître vers 28 000 ans AP,. La peau de ces Homo sapiens était sombre, adaptée à leur origine africaine et aux régions très ensoleillées. Ce n'est que récemment, il y a moins de 8 000 ans, que les populations européennes ont acquis une peau plus claire,,,.

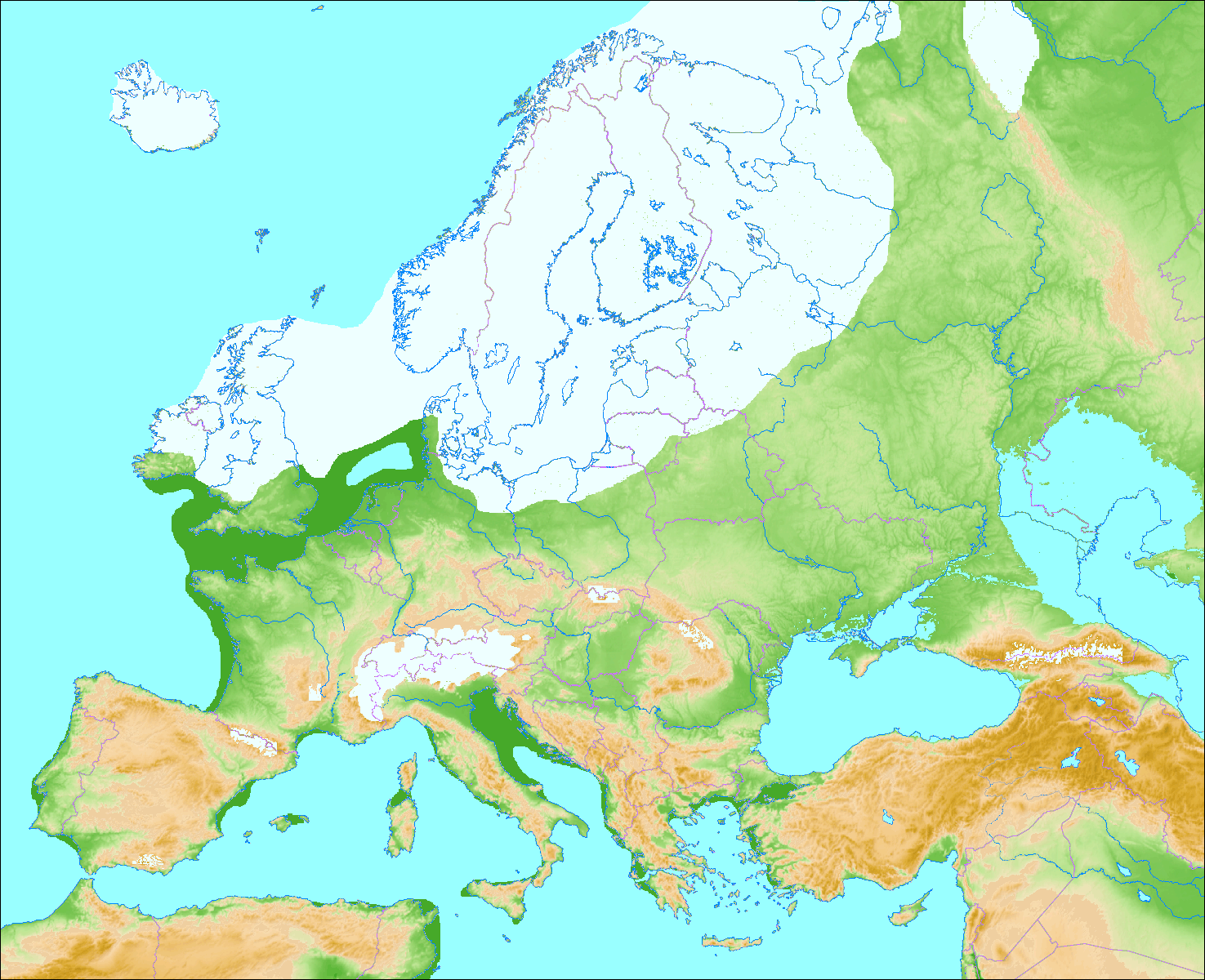
L'Europe lors du dernier maximum glaciaire, vers 20000 ans AP

Avec l'arrivée de Sapiens, des industries diverses (Uluzzien, Bohunicien, Châtelperronien, attribué à Néandertal, Lincombien-Ranisien-Jerzmanowicien, etc.) se développent ; deux d'entre elles, l'Aurignacien (43-29 ka AP) puis le Gravettien (31-22 ka AP) se répandent largement en Europe,. Ces expansions sont concomitantes à des mouvements de populations, retracés par la génétique, eux-mêmes corrélés aux fluctuations climatiques de l'époque. L'Aurignacien est caractérisé notamment par le développement du travail des matières osseuses (bois de rennes et os de mammouths), rare jusqu'alors, à des techniques de débitage de lamelles ainsi qu'à des objets de parure et au développement de l'art ; la grotte Chauvet, occupée à l'Aurignacien (37 ka BP) et au Gravettien (30 ka BP), en est un exemple. Dès 30 ka BP, à une période particulièrement froide, on trouve des traces de sédentarisation partielle dans l'est de l'Europe, sous la forme de campements bénéficiant d'infrastructures d'habitation (à la différence des abris de plein-air), autour desquels ont été retrouvés des sépultures et des statuettes d'argile. Mais Sapiens reste néanmoins, fondamentalement, un chasseur-cueilleur mobile nomadisant sur des distances de quelques centaines de kilomètres.
Au plus fort de la glaciation de Würm, vers 20 000 ans avant le présent (AP), une grande partie de l'Europe fut dépeuplée, puis recolonisée à partir d'environ 17 000 ans AP depuis les péninsules refuges d'Espagne, d'Italie et des Balkans.
Entre 21 000 et 18 000 ans se produit un intense refroidissement, le « maximum glaciaire » qui donne à l'Europe une configuration nettement différente de l'actuelle. Les études génétiques montrent que certains groupes, d'abord représentés en Europe du Nord-Ouest, sont repoussés dans le sud de l'Europe,. C'est le moment où apparaît l'industrie lithique solutréenne, caractérisée par des pointes en pierre très fines et acérées, appelées « feuilles de laurier », servant sans doute de couteaux et armant l'extrémité des flèches et des sagaies. Émergent l'usage du propulseur et (probablement) de l'arc pour la chasse mais ces deux outils, cependant, ne se généraliseront qu'au Magdalénien qui lui succède,. On a longtemps pensé que le Solutréen était aussi l'époque de l'invention de l'aiguille à chas,, jusqu'à la découverte, en 2016 en Sibérie, d'un tel artefact, daté de 45 ka AP,,. Le Magdalénien est caractérisé par un art pariétal particulièrement riche, comme en témoignent les grottes de Lascaux et d'Altamira, et par le travail des matières osseuses. À l'époque du dernier maximum glaciaire, se produit un renouvellement génétique en Europe du Sud suggèrant un remplacement local des groupes humains et qui se matérialise dans la culture épigravettienne.
La dernière période glaciaire s'achève de manière brutale. Un premier réchauffement rapide se produit vers 14 700 ans AP, la température du Groenland augmente de plus de 10 °C, c'est ce qu'on nomme le Bölling, qui libère des glaces une grande partie de l'Europe du Nord et de la Scandinavie, permettant leur peuplement depuis le sud. Il y a au moins 14 000 ans, l'ascendance liée à la culture épigravettienne se propage du sud à travers le reste de l'Europe, remplaçant largement le pool génétique associé à l'industrie magdalénienne. Plus tard, vers 12 900 ans AP, un retour à des conditions glaciaires se traduit par des températures extrêmement froides avant un réchauffement final, vers 11 700 ans AP, qui marque la fin de la dernière glaciation et l'entrée dans l'Holocène avec l'instauration du climat actuel. L'extinction de la mégafaune européenne du Quaternaire (mammouth laineux, rhinocéros laineux, cerf géant, ours des cavernes, etc.) est favorisée par la surchasse par l'homme. Le paysage et sa faune se recomposent ; la forêt tempérée progresse en Europe à partir de 11 700 ans AP ; la chasse à l'arc se généralise, et l'alimentation des hommes du Mésolithique devient extrêmement diversifiée (les escargots par exemple, sont consommés en très grande quantité dans certaines niches écologiques).

### Galerie

Industries du Paléolithique
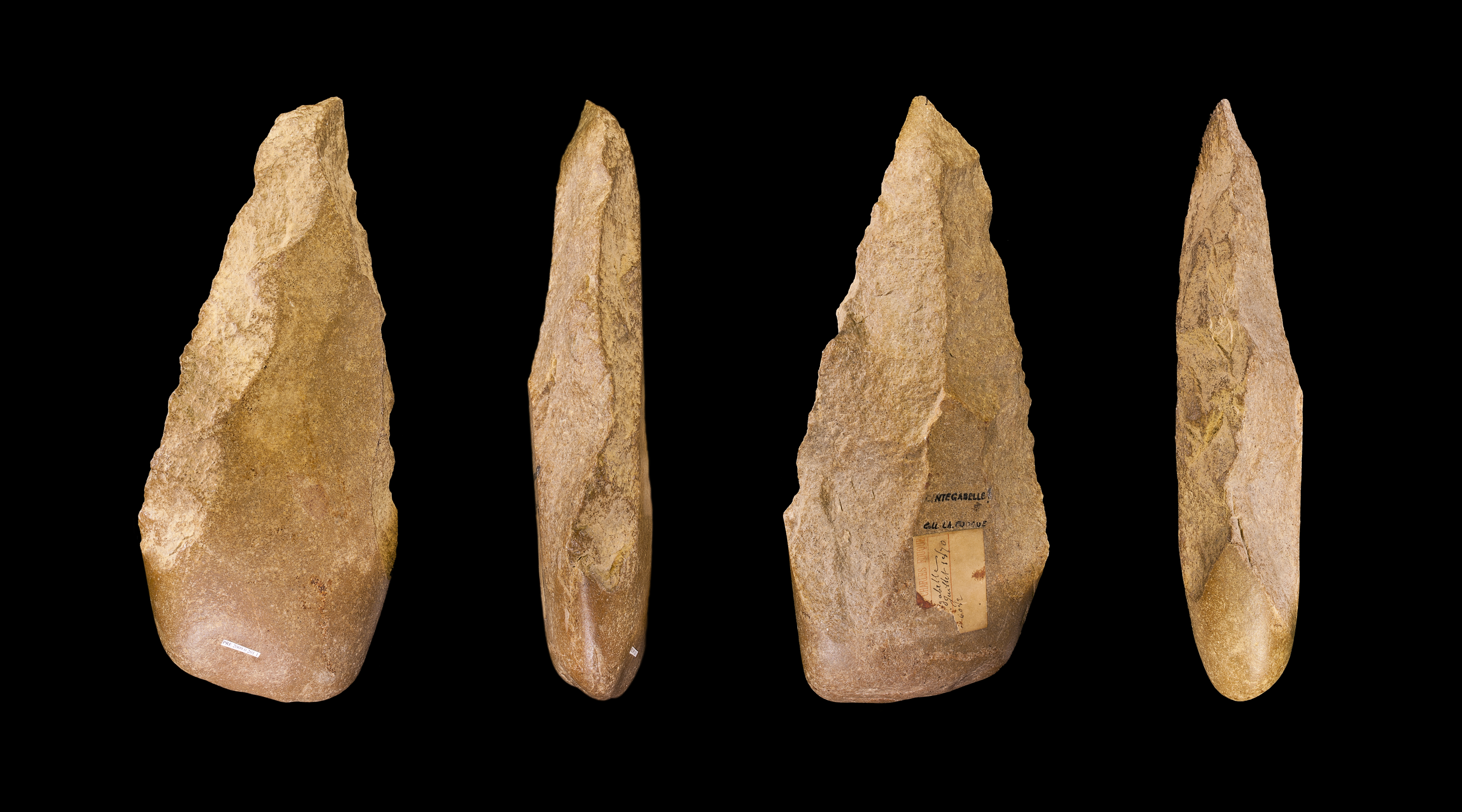
Biface Acheuléens (650 000 (en Europe) - 100 000 BP, Homo heidelbergensis).
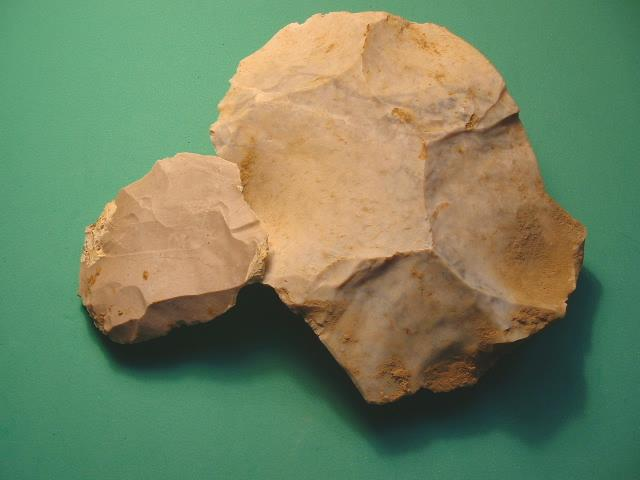
Nucléus et éclat Levallois en silex du Moustérien (300 000-38 000 BP, Homme de Néandertal).
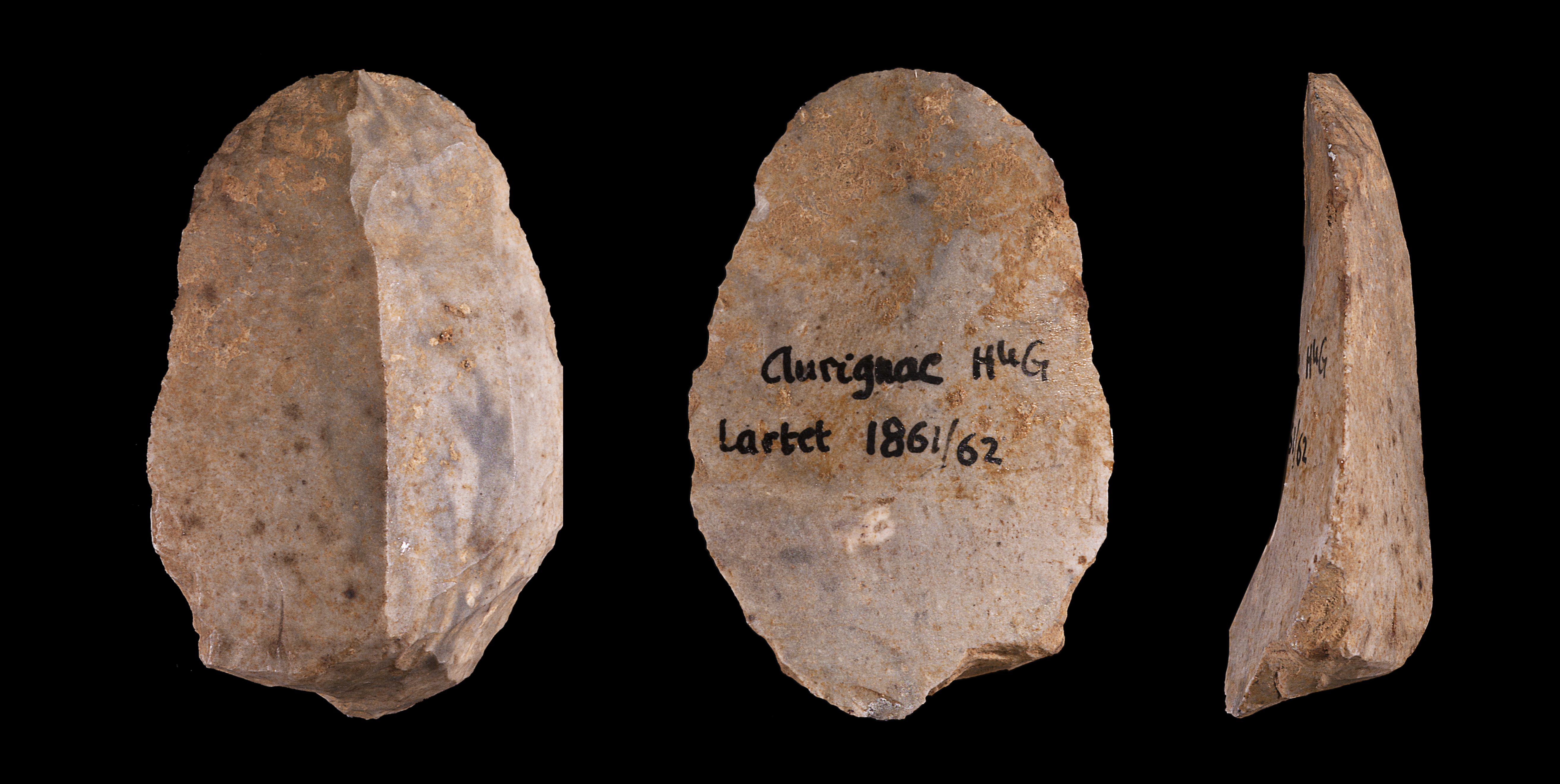
Grattoir double sur lame, Aurignacien (40 000-29 000 BP, correspond à l'arrivée d'Homo sapiens en Europe, première occupation de la grotte Chauvet).
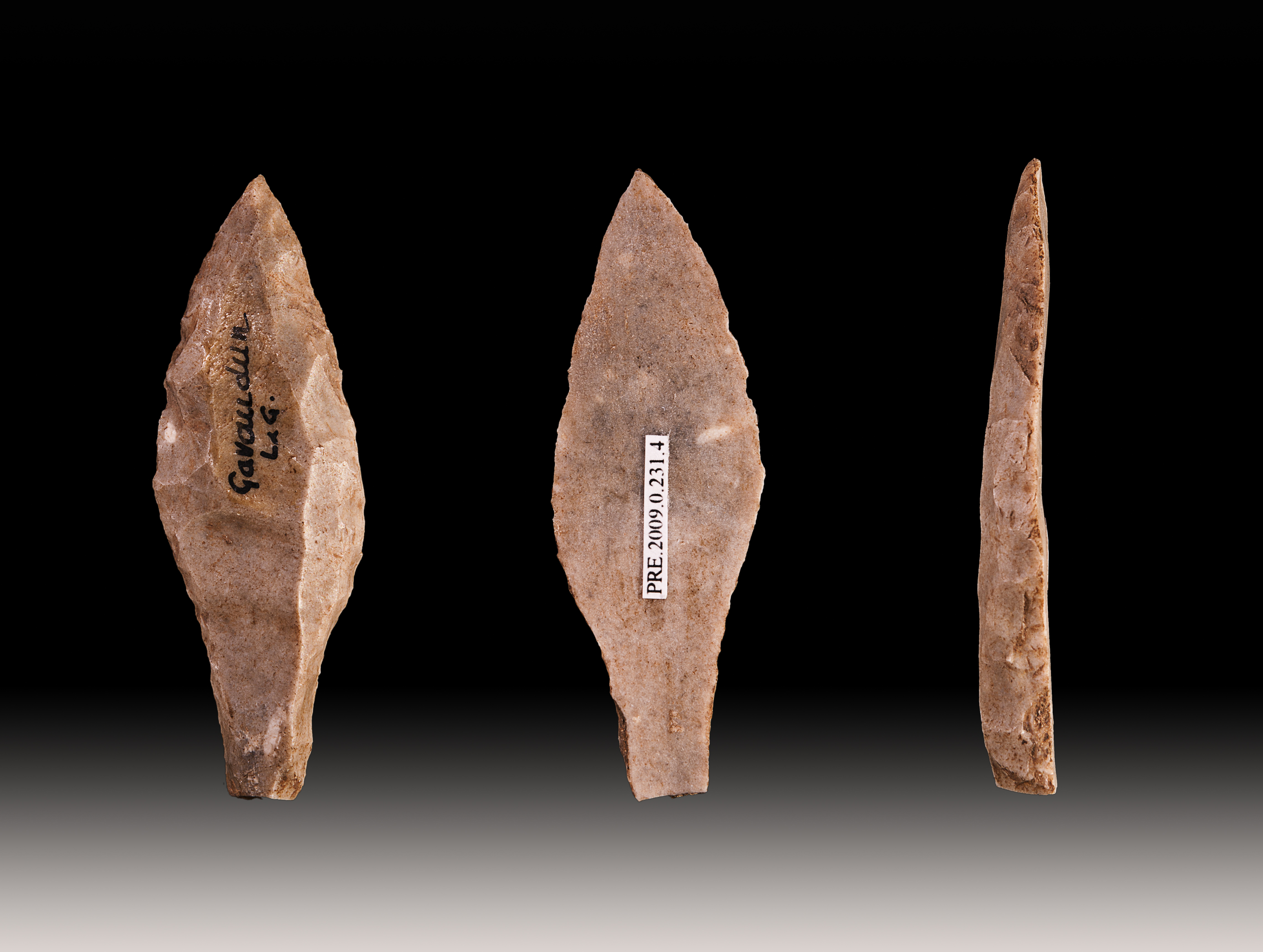
Pointe de flèche en silex, Gravettien (29 000-22 000 BP, Homme de Cro-Magnon, deuxième occupation de la grotte Chauvet).
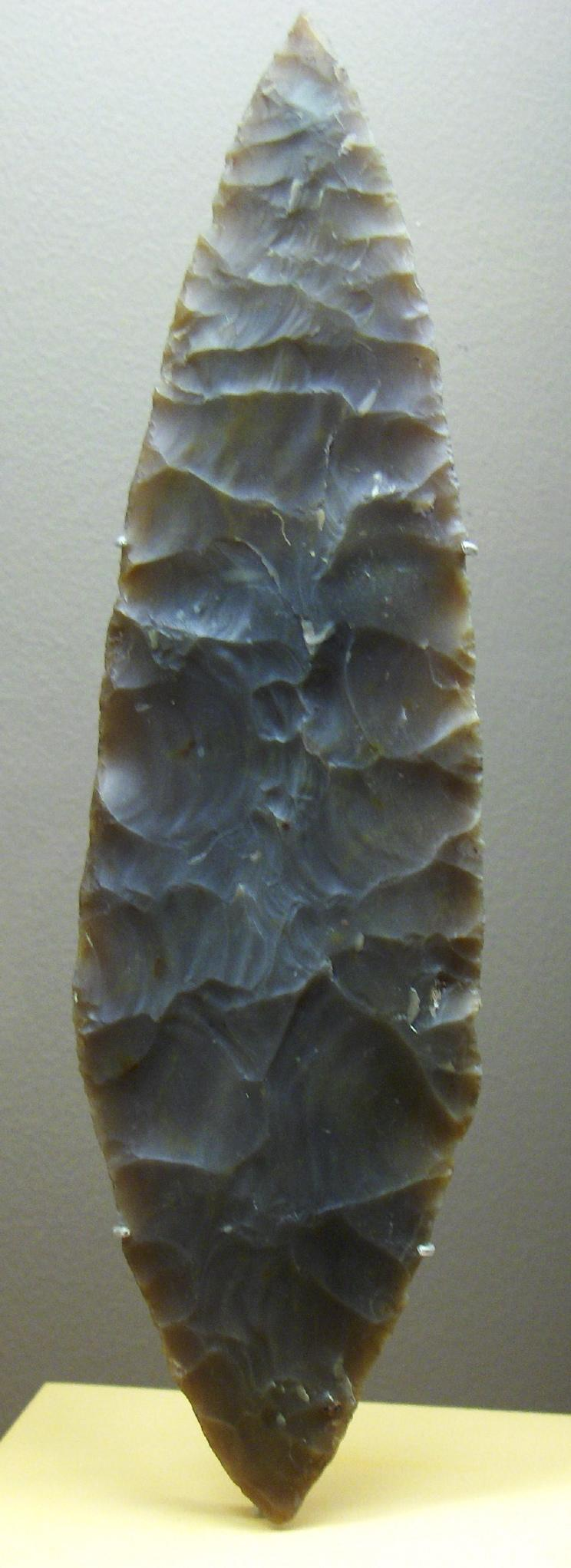
Outil en « feuille de laurier », Solutréen (22 000-17 000 BP).
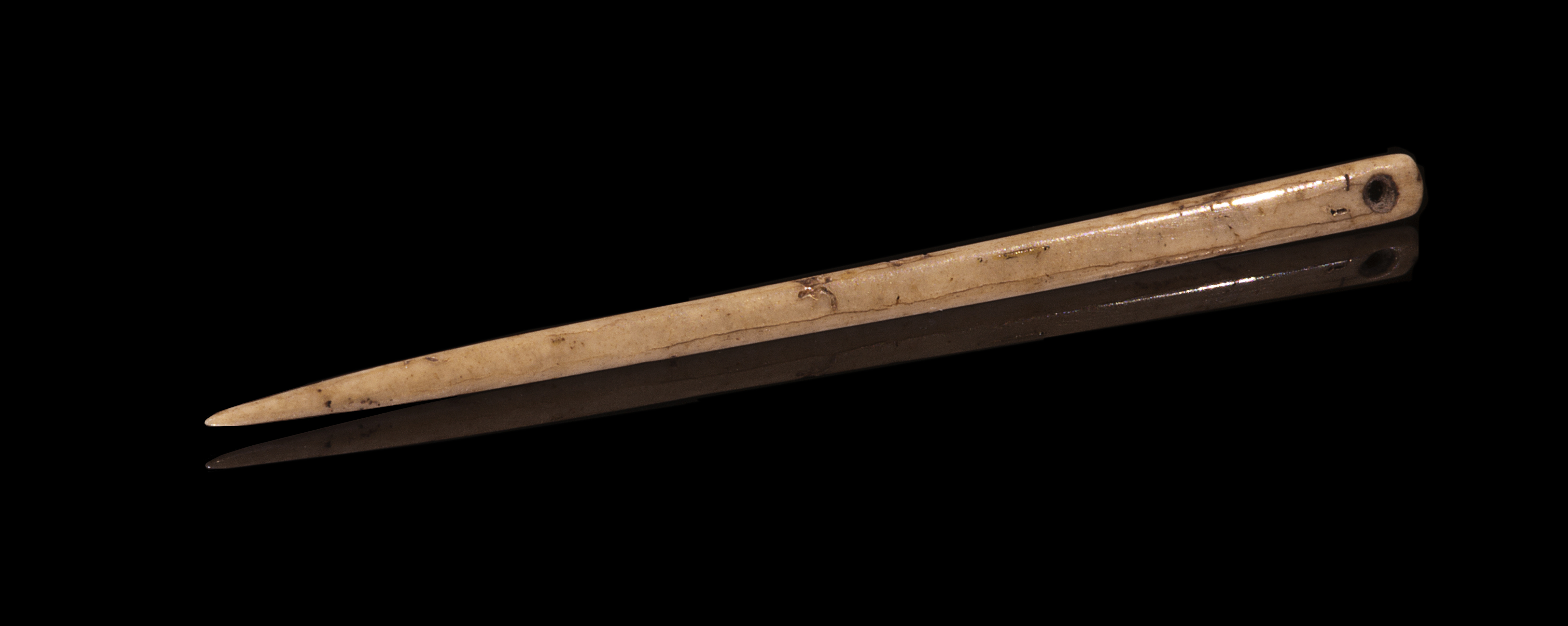
Aiguille en os du Magdalénien (période à laquelle correspond l'art de la grotte de Lascaux et d'Altamira), (17 000-12 000 BP).
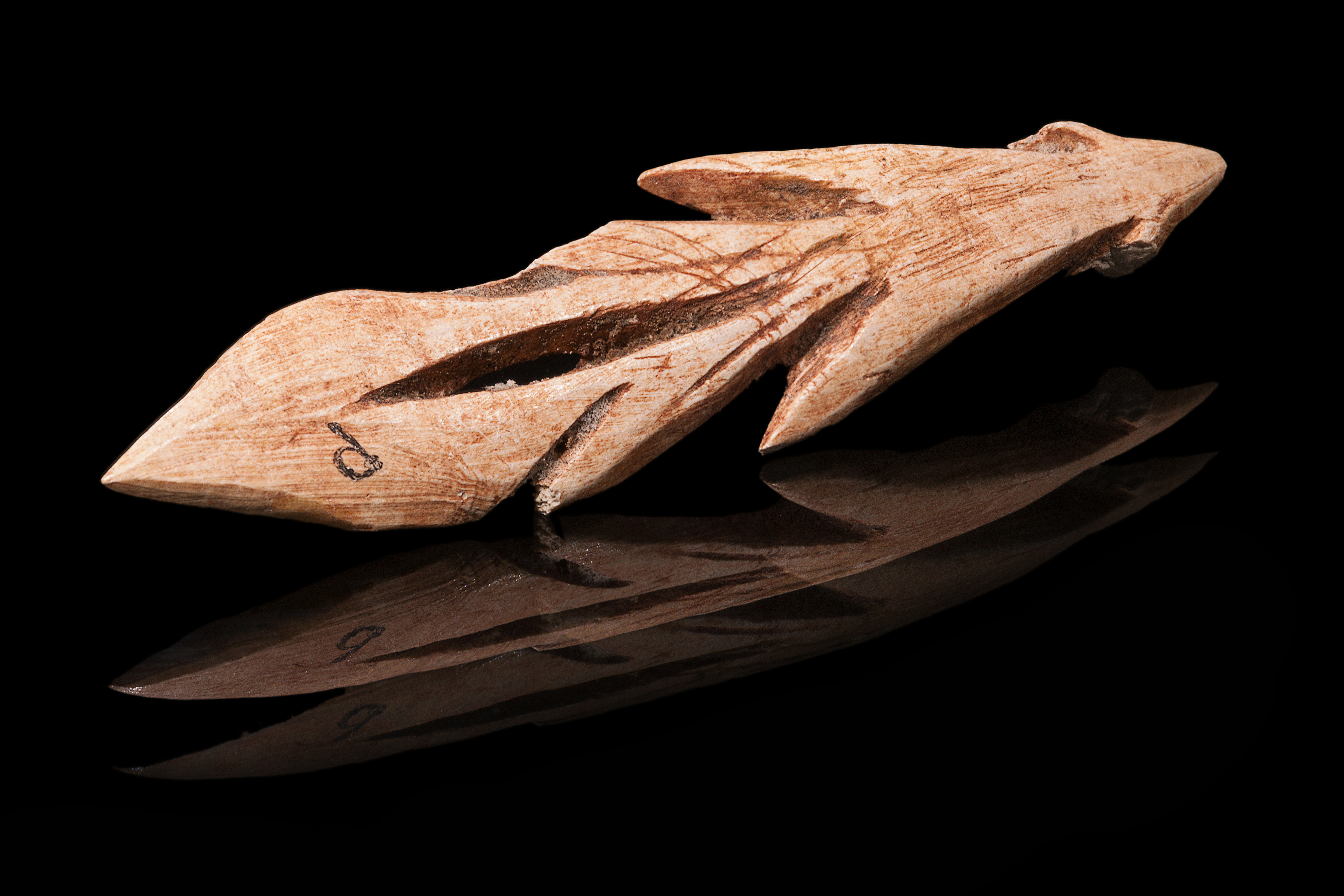
Harpon Azilien en os (12 500-9 500 BP).

### Châtelperronien
Le Châtelperronien est présent en France et en Espagne (45 000 - 30 000 ans). Il est généralement considéré comme la dernière industrie néandertalienne, au sein de laquelle le débitage laminaire se généralise,,.
Bien que les sites du Châtelperronien n'aient livré que des restes de fossiles néandertaliens, certains chercheurs avancent que les innovations apparues avec cette culture ont peut-être leur source chez l'Homo sapiens.

### Uluzzien
- Uluzzien en Italie[94].

### Aurignacien

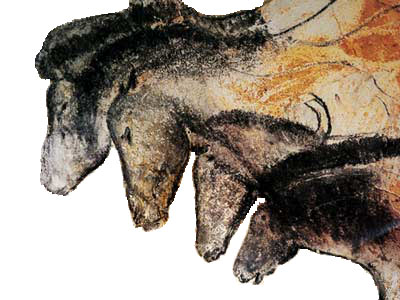
Chevaux, Grotte Chauvet, Aurignacien

L'Aurignacien (43 000 - 29 000 ans) est la première culture généralisée d'Homo sapiens en Europe,. Il se caractérise par un débitage laminaire et lamellaire, des outils caractéristiques comme les grattoirs sur lame d'une forme étranglée ainsi que des pointes de sagaies à base fendue pour faciliter leur emmanchement. L'art mobilier et l'art pariétal font leur apparition, avec de nombreuses statuettes et des figurations pariétales en grottes, notamment dans la grotte Chauvet,.
La domestication du chien pour la chasse aurait permis selon certains auteurs aux Homo sapiens d'Eurasie de bénéficier d'un avantage face à l'Homme de Néandertal dans sa recherche de nourriture,.

### Gravettien
- Gravettien (31 000 - 21 000 ans) : il se caractérise par l'apparition d'une retouche abrupte particulière, permettant de créer un dos sur les lames, une surface plane plus facile à encoller sur une sagaie avec de la glu ou du mastic[103]. Les grottes sont toujours ornées (grotte Cosquer[104], Gargas[105], Mayenne-Sciences[106]), avec en particulier des mains négatives et des ponctuations. Dans toute l'Europe, apparaissent des statuettes féminines aux fesses rebondies, surnommées Vénus, aux hanches généreuses et à la poitrine énorme et tombante, comme la Vénus de Willendorf[107],[108]. Il pourrait s'agir de symboles de fécondité.

### Solutréen
- Solutréen (22 000 - 18 000 ans, seulement identifié à l'ouest du Rhône, en France[109],[110],[111], en Espagne[112] et au Portugal[113]. Les tailleurs solutréens façonnaient des outils extrêmement fins, retouchés sur les deux faces, au tranchant fin et effilé[114]. Le plus célèbre est l'outil surnommé « feuille de laurier », en raison de sa finesse. C'est également au Solutréen qu'apparaissent deux outils majeurs : l'aiguille à chas, qui permet de coudre les vêtements, et le propulseur, qui permet de démultiplier la puissance et la distance de jet des sagaies[115].

### Épigravettien
- Épigravettien, présent à l'Est du Rhône, en France, en Italie et dans les Balkans[116].

### Badegoulien
- Badegoulien (19 000 - 17 000 ans) : connu seulement en France et en Suisse, il correspond à l'ancienne dénomination « Magdalénien ancien ». Il se différencie nettement du Magadalénien stricto sensu du point de vue technique (débitage d'éclats) et typologique (abondance des grattoirs et des outils archaïques, rareté des burins et des lamelles à dos)[117],[118],[119],[120].

### Magdalénien

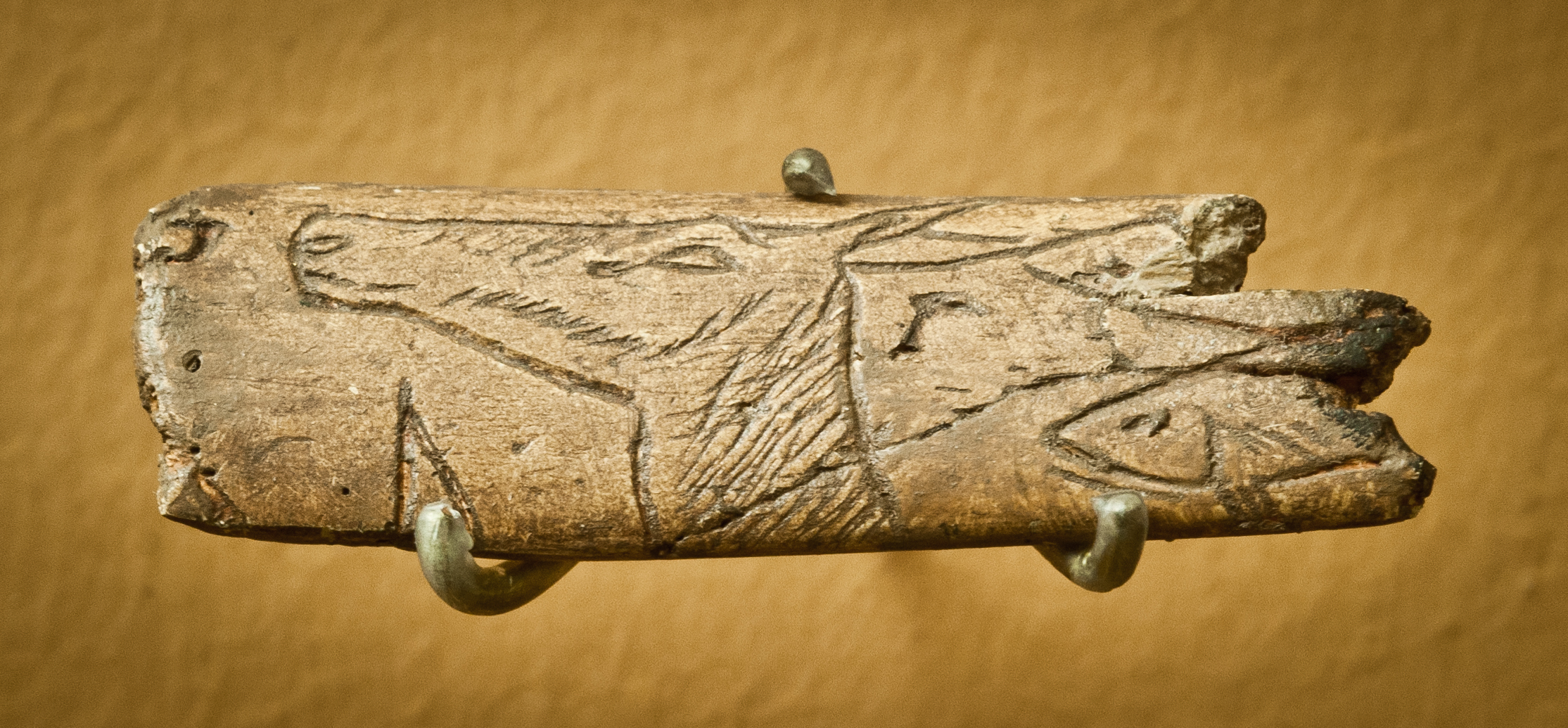
Os gravé d'une biche et de poissons,
grotte de La Vache (Ariège)
- Musée d'archéologie nationale

- Magdalénien (17 000 - 14 000 ans)[121]. Le grand développement du travail de l'os et du bois de cervidé culmine avec l'invention du harpon. Ces matériaux sont utilisés pour réaliser des armes de chasse[122]. Les magdaléniens pratiquent une chasse souvent considérée comme spécialisée, car certains sites ne livrent les restes que d'une seule espèce, comme le cheval ou le renne[123],[124],[125]. Des sites spécialisés dans l'abattage d'une seule espèce sont toutefois connus dès le Paléolithique moyen (cf. Coudoulous, La Borde). Sur certains sites, le saumon est pêché de façon intensive[126].

L'exploitation des territoires acquiert une plus grande extension : il arrive que des matières premières ou des coquillages soient retrouvés à des centaines de kilomètres de leur lieu d'origine, mais il est alors difficile de savoir s'il s'agit d'acquisitions directes ou par échange. L'art pariétal est particulièrement riche et diversifié (Rouffignac, Niaux, Roc-aux-Sorciers, Altamira, etc.). Le Magdalénien est présent en Europe occidentale (péninsule Ibérique, France, Suisse, Allemagne et Pologne).

### Épipaléolithique
Parfois appelé Paléolithique final, l'Épipaléolithique (14 000 - 11 700 ans) est marqué par l'ultime sursaut des temps glaciaires avec l'irruption du Dryas récent. Des cultures matérielles plus localisées et changeant plus rapidement succèdent au Magdalénien. Les expressions artistiques se font nettement plus discrètes (galets striés ou peints) et sont rarement figuratives.
- Azilien
- Valorguien

## Mésolithique
Le Mésolithique, à partir de 11 700 ans AP, est marqué par un radoucissement généralisé du climat, accompagné en Europe d'un important développement du couvert forestier et donc d'une modification des faunes (disparition des espèces grégaires de milieu ouvert, en particulier du renne, et développement des espèces forestières, notamment le cerf et le sanglier). Les humains, encore chasseurs-cueilleurs, sont confrontés à la modification de l'environnement, avec en particulier le développement des forêts.
- Sauveterrien
- Tardenoisien
- Montadien
- Castelnovien
- Maglemosien

## Génétique
Selon une étude paléogénétique publiée en 2016, basée sur 51 fossiles d'Homo sapiens européens datés entre 45 000 et 7 000 ans avant le présent, les populations européennes de l'époque de Cro-Magnon (Gravettien) n'ont participé qu'à la marge au patrimoine génétique des populations européennes actuelles. Plusieurs vagues de peuplement postérieures venues du Proche-Orient ou d'Europe orientale ont en effet profondément remanié la composition génétique des populations européennes entre le dernier maximum glaciaire et l'Âge du bronze, effaçant à chaque fois une partie importante du fond génétique antérieur.
Tous les chasseurs-cueilleurs du Paléolithique supérieur européen (EUP) présentent une diversité génétique élevée, démontrant que la perte importante de diversité s'est produite pendant et après le dernier maximum glaciaire (LGM) plutôt que juste pendant la migration hors d'Afrique. La prévalence des maladies génétiques devrait augmenter avec une faible diversité. Néanmoins, la charge de variantes pathogènes est reste relativement constante depuis le Paléolithique supérieur jusqu'aux temps modernes, bien que les chasseurs-cueilleurs post-LGM aient la plus faible diversité jamais observée parmi les Européens.
La divergence entre les ancêtres des populations de l'Ouest et de l'Est de l'Europe au Paléolithique est estimée à environ 25 600 ans. Elle se produit probablement en raison d'une détérioration de l'habitat et d'une contraction des refuges lors du dernier maximum glaciaire (LGM) potentiellement situés dans des régions plus douces. Ainsi, les populations européennes de chasseurs-cueilleurs après avoir connu un goulet d'étranglement très sévère s'étaient déjà divisées lors du dernier maximum glaciaire il y a environ 22 800 ans, les populations de Bichon et de Loschbour ayant ensuite divergé l'une de l'autre, environ 1 000 ans plus tard. Ce goulet d'étranglement est responsable de leur faible niveau de diversité génétique. Une étude de paléogénétique publiée en 2022 estime la taille de population effective du goulot d'étranglement à 383 individus. Ce faible nombre serait conforme aux données archéologiques suggérant une diminution de 60 % de la taille de la population de recensement dans la dernière partie du Gravettien, datée entre 29 000 et 25 000 ans AP, avec une population totale en Europe aussi faible que 700 à 1 550 individus. Ces analyses indiquent en outre que les chasseurs-cueilleurs européens se sont alors différenciés en deux refuges distincts à la fin du dernier maximum glaciaire il y a  21 700 ans, correspondant peut-être à ce que les archéologues identifient traditionnellement comme les aires de distribution des technocomplexes solutréens et épigravettiens.